# Dicrotendipes soccus
Dicrotendipes soccus är en tvåvingeart som beskrevs av Epler 1988. Dicrotendipes soccus ingår i släktet Dicrotendipes och familjen fjädermyggor. Inga underarter finns listade i Catalogue of Life.